# Europese kampioenschappen zwemmen 1934
De Europese kampioenschappen zwemmen 1934 werden gehouden van 12 tot en met 19 augustus 1934 in Maagdenburg, Duitsland.

## Zwemmen

### Mannen
| Afstand:           | Goud:                                                        | Tijd    | Zilver:                                                                    | Tijd    | Brons:                                                          | Tijd    |
| 100 m vrije slag   | Ferenc Csik Hongarije                                        | 59,7    | Helmuth Fischer nazi-Duitsland                                             | 59,8    | Otto Wille nazi-Duitsland                                       | 1.01,2  |
| 400 m vrije slag   | Jean Taris Frankrijk                                         | 4.55,5  | Paolo Costoli Italië                                                       | 5.07,5  | Giacomo Signori Italië                                          | 5.11,0  |
| 1500 m vrije slag  | Jean Taris Frankrijk                                         | 20.01,5 | Paolo Costoli Italië                                                       | 21.01,1 | Norman Wainwright Verenigd Koninkrijk                           | 21.10,0 |
| 100 m rugslag      | John Besford Verenigd Koninkrijk                             | 1.11,7  | Ernst Küppers nazi-Duitsland                                               | 1.12,2  | Edgar Siegrist Zwitserland                                      | 1.12,6  |
| 200 m schoolslag   | Erwin Sietas nazi-Duitsland                                  | 2.49,0  | Paul Schwarz nazi-Duitsland                                                | 2.49,4  | Hans Malmstrøm Denemarken                                       | 2.49,8  |
| 4x200 m vrije slag | Hongarije Ödön Gróf András Marothy Ferenc Csik Árpád Lengyel | 9.30,2  | nazi-Duitsland Heiko Schwartz Wolfgang Leisewitz Otto Lenkitsch Otto Wille | 9.31,2  | Italië Massimo Costa Giacomo Signori Guido Giunta Paolo Costoli | 9.44,1  |

### Vrouwen

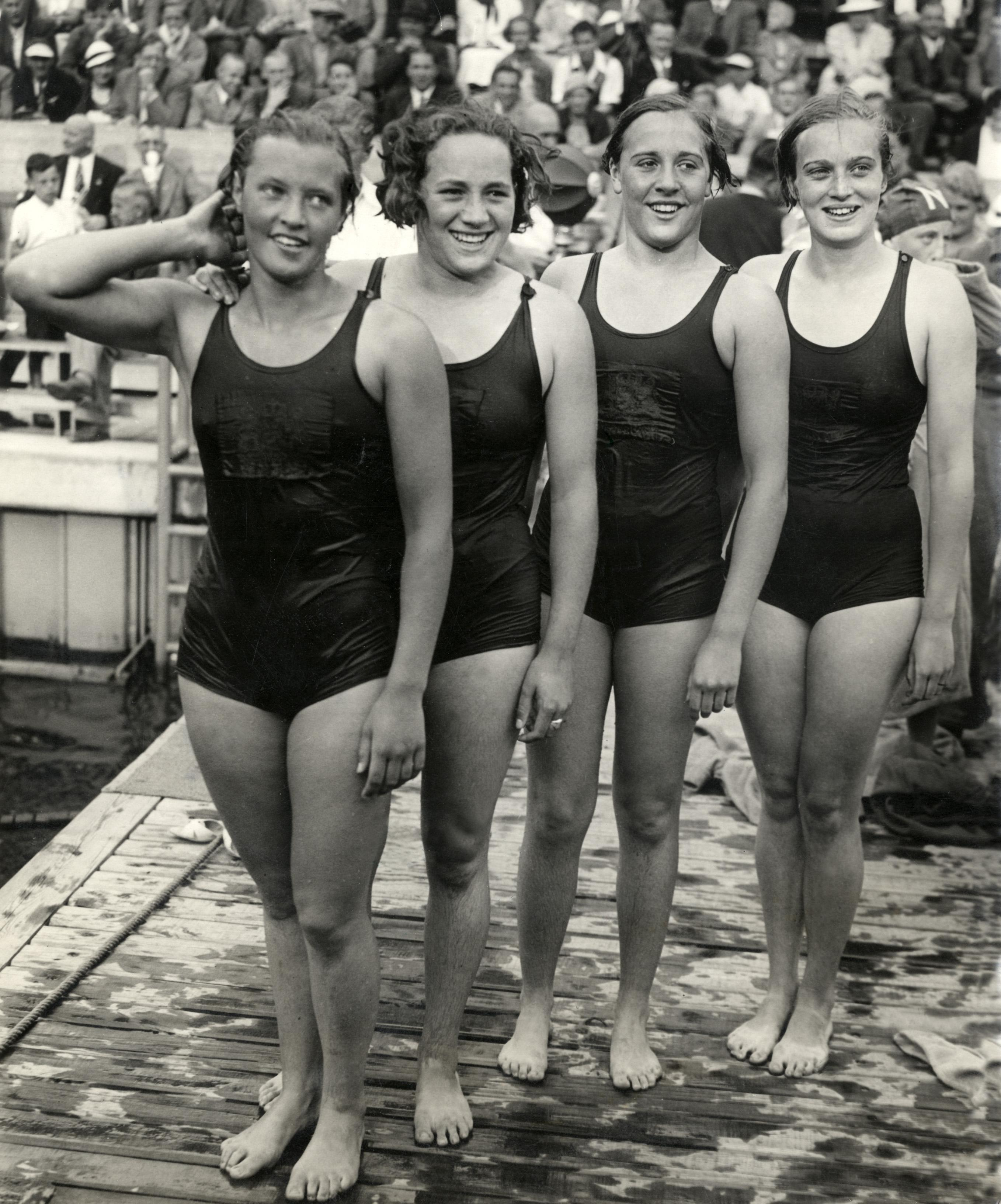
Het Nederlandse damesestafetteteam

| Afstand:           | Goud:                                                                    | Tijd   | Zilver:                                                                  | Tijd   | Brons:                                                                            | Tijd   |
| 100 m vrije slag   | Willy den Ouden Nederland                                                | 1.07,1 | Rie Mastenbroek Nederland                                                | 1.08,1 | Gisela Arendt nazi-Duitsland                                                      | 1.10,3 |
| 400 m vrije slag   | Rie Mastenbroek Nederland                                                | 5.27,4 | Willy den Ouden Nederland                                                | 5.27,4 | Lilli Andersen Denemarken                                                         | 5.45,1 |
| 100 m rugslag      | Rie Mastenbroek Nederland                                                | 1.20,3 | Gisela Arendt nazi-Duitsland                                             | 1.20,4 | Puck Oversloot Nederland                                                          | 1.22,2 |
| 200 m schoolslag   | Martha Genenger nazi-Duitsland                                           | 3.09,2 | Hanni Hölzner nazi-Duitsland                                             | 3.09,3 | Inger Kragh Denemarken                                                            | 3.13,2 |
| 4x100 m vrije slag | Nederland Jopie Selbach Annie Timmermans Rie Mastenbroek Willy den Ouden | 4.41,5 | nazi-Duitsland Ruth Halbsguth Ingrid Ohliger Hilde Salbert Gisela Arendt | 4.50,4 | Verenigd Koninkrijk Olive Bartle Margery Hinton Edna Hughes Beatrice Wolstenholme | 4.58,3 |

## Schoonspringen

### Mannen
| Onderdeel: | Goud:                        | Score  | Zilver:                         | Score  | Brons:                            | Score  |
| 3 m plank  | Leo Esser nazi-Duitsland     | 138,75 | Winfried Mahraun nazi-Duitsland | 129,53 | Franz Leikert Tsjecho-Slowakije   | 129,38 |
| 10 m toren | Hermann Stork nazi-Duitsland | 98,99  | Franz Leikert Tsjecho-Slowakije | 92,17  | Ewald Riebschläger nazi-Duitsland | 90,72  |

### Vrouwen
| Onderdeel: | Goud:                             | Score | Zilver:                            | Score | Brons:                        | Score |
| 3 m plank  | Olga Jensch-Jordan nazi-Duitsland | 74,78 | Katinka Larsen Verenigd Koninkrijk | 68,1  | Anneliese Kapp nazi-Duitsland | 65,56 |
| 10 m toren | Hertha Schieche nazi-Duitsland    | 35,43 | Ingeborg Sjöqvist Zweden           | 31,54 | Inger Kragh Denemarken        | 31,39 |

## Waterpolo
| Onderdeel: | Goud:     | Zilver:        | Brons: |
| Mannen     | Hongarije | nazi-Duitsland | België |

## Medaillespiegel
| Plaats | Land                | Goud | Zilver | Brons | Totaal |
| 1      | nazi-Duitsland      | 6    | 9      | 4     | 19     |
| 2      | Nederland           | 4    | 2      | 1     | 7      |
| 3      | Hongarije           | 3    | 0      | 0     | 3      |
| 4      | Frankrijk           | 2    | 0      | 0     | 2      |
| 5      | Verenigd Koninkrijk | 1    | 1      | 2     | 4      |
| 6      | Italië              | 0    | 2      | 2     | 4      |
| 7      | Tsjecho-Slowakije   | 0    | 1      | 1     | 2      |
| 8      | Zweden              | 0    | 1      | 0     | 1      |
| 9      | Denemarken          | 0    | 0      | 4     | 4      |
| 10     | Zwitserland         | 0    | 0      | 1     | 1      |
| 10     | België              | 0    | 0      | 1     | 1      |
| Totaal | Totaal              | 16   | 16     | 16    | 48     |